# Graptophyllum macrostemon
Graptophyllum macrostemon là một loài thực vật có hoa trong họ Ô rô. Loài này được Heine mô tả khoa học đầu tiên năm 1976.